# 20585 Wentworth
20585 Wentworth este un asteroid din centura principală de asteroizi.

## Descriere
20585 Wentworth este un asteroid din centura principală de asteroizi. A fost descoperit pe 9 septembrie 1999 la Socorro, New Mexico, în cadrul proiectului LINEAR. Asteroidul prezintă o orbită caracterizată de o semiaxă mare de 2,22 ua, o excentricitate de 0,04 și o înclinație de 6,0° în raport cu ecliptica.